# 簡經綸
簡經綸（1888年—1950年），字琴石，號琴齋，別署千石，室名千石樓、萬石樓、在山樓等。祖籍廣東番禺，生於越南。中國書法家、篆刻家。

## 生平
簡經綸生於越南，回中國後，師從簡朝亮、康有為問學。簡經綸早年曾任國民政府參事，歷任廣東土地廳廳長、廣州國民政府委員會參事、僑務委員、上海僑務局局長等職，也曾主持南洋兄弟煙草公司宣傳事，跟英美煙草公司抗衡。
工餘時間，簡經綸喜歡硏究詩詞、書法和篆刻。他的古文字書法雄邁古樸，尤其擅長甲骨文，且馳名上海。在他的篆刻作品裏，也常常用甲骨文入印，有不少過往少見的甲骨文多字作品，一個印裏有八字、九字、十四字甚至廿四字。
1937年，日軍侵華，簡經綸在冬天赴香港，設袖海堂（又稱琴齋書舍）授徒。1941年，香港淪陷，翌年簡經綸移家澳門。抗日戰爭勝利後，簡經綸返回香港，教學之餘舉辦展覽。
簡經綸與易大庵、葉恭綽、張大千、吳湖帆、馬公愚交往密切，著有《琴齋壬戌印存》、《琴齋書畫印集》二輯、《甲骨集古詩聯》、《琴齋印留》初集、《千石齋印識》等。
簡經綸配偶也是越南華僑，育有九子，包括著名馬評人簡而清。

## 評價
- 馬國權《近代印人傳》稱其書法：「其於書，甲骨、彝銘、漢魏碑刻簡牘皆遍習，時甲骨與簡牘初出，尤所究心，甲骨大字多以茅龍，便面小字則藉助鈍嘴鋼筆蘸墨成之，峭勁遒峻，與刀刻之意相合。」並評其印刻：「而以甲骨文字入印，白文之作，佈白錯落有致，運刀勁利老到，妙得卜辭之遺，即作朱文，其用刀之率真瘦硬，均不失殷人意趣，苟非深探其奧，安可得耶!」
- 饒宗頤評其甲骨印彫：「以契文入印，間運鐵筆，逋峭多味，異軍突起」。
- 康有為評其書法：「昔見女子蕭嫺篆法蒼古，今見簡君琴石，乃知為其導師。琴石出所作篆分相示，其蒼深樸茂，乃深入漢人之室。其篆三頌，雄奇古厚，自云新學，若然，則天才卓絕，尤所僅見。此為臨好大王碑，亦復瘦通神，得褒斜澠池之意。初臨如此，成就何可量耶?」
- 吳湖帆讀他臨的張遷碑，評：「拜讀琴石先生臨張公方碑，直逼漢室，形神俱得，而不為古人縛住，可謂心手雙暢矣，令人五體投地，謹識冊尾，以志景仰。」

## 篆刻作品舉例

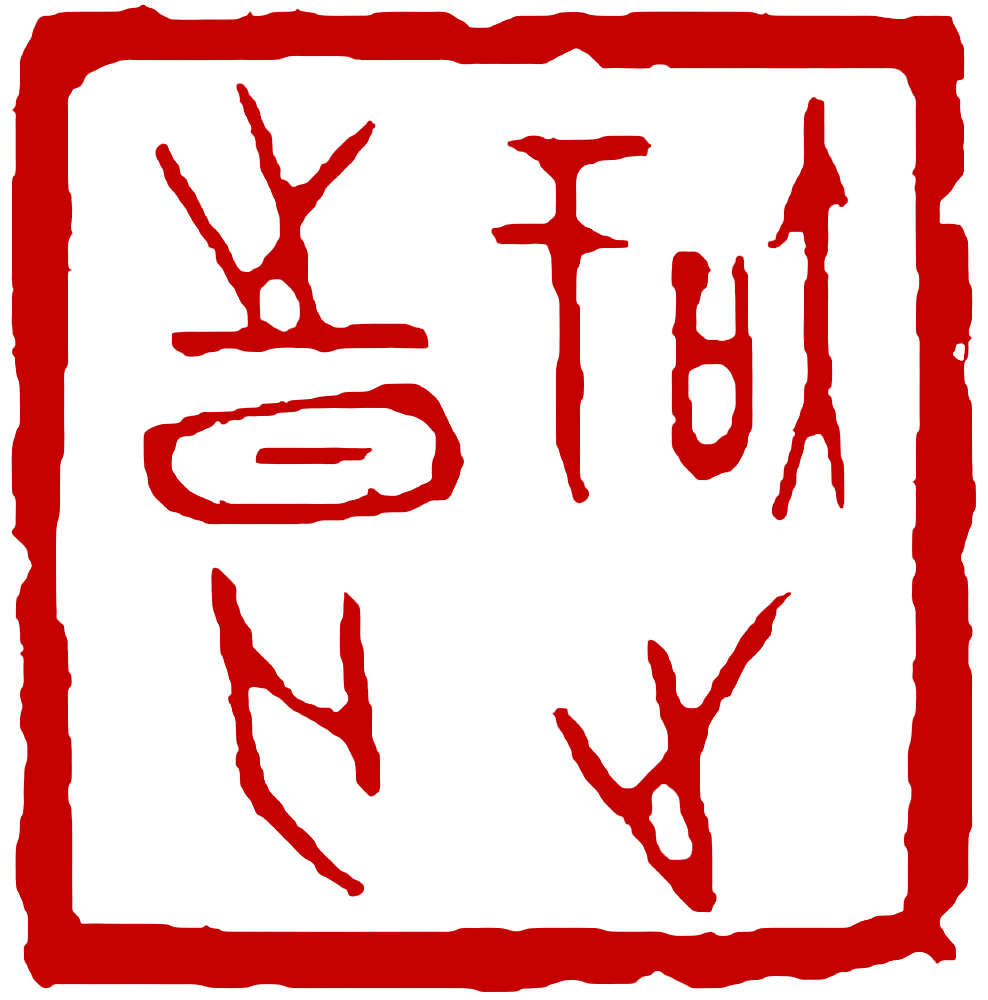
知時無止
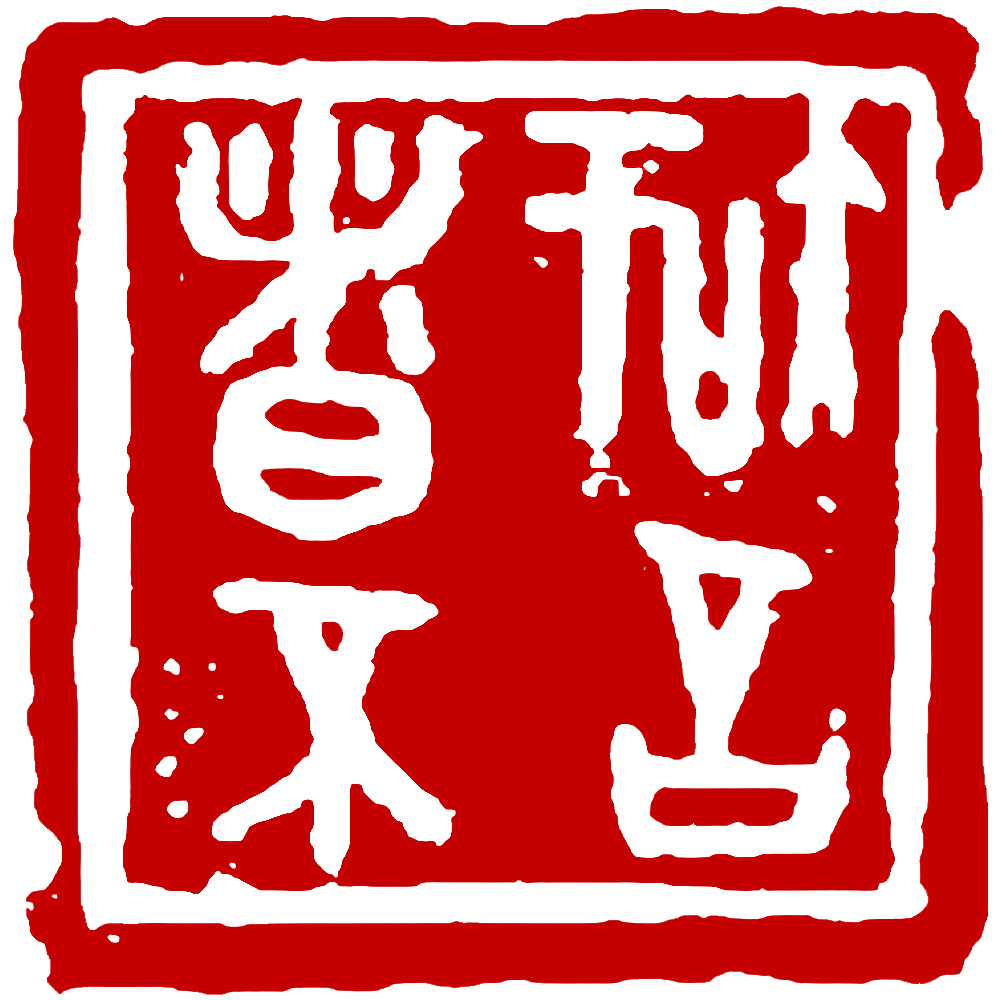
知者不言
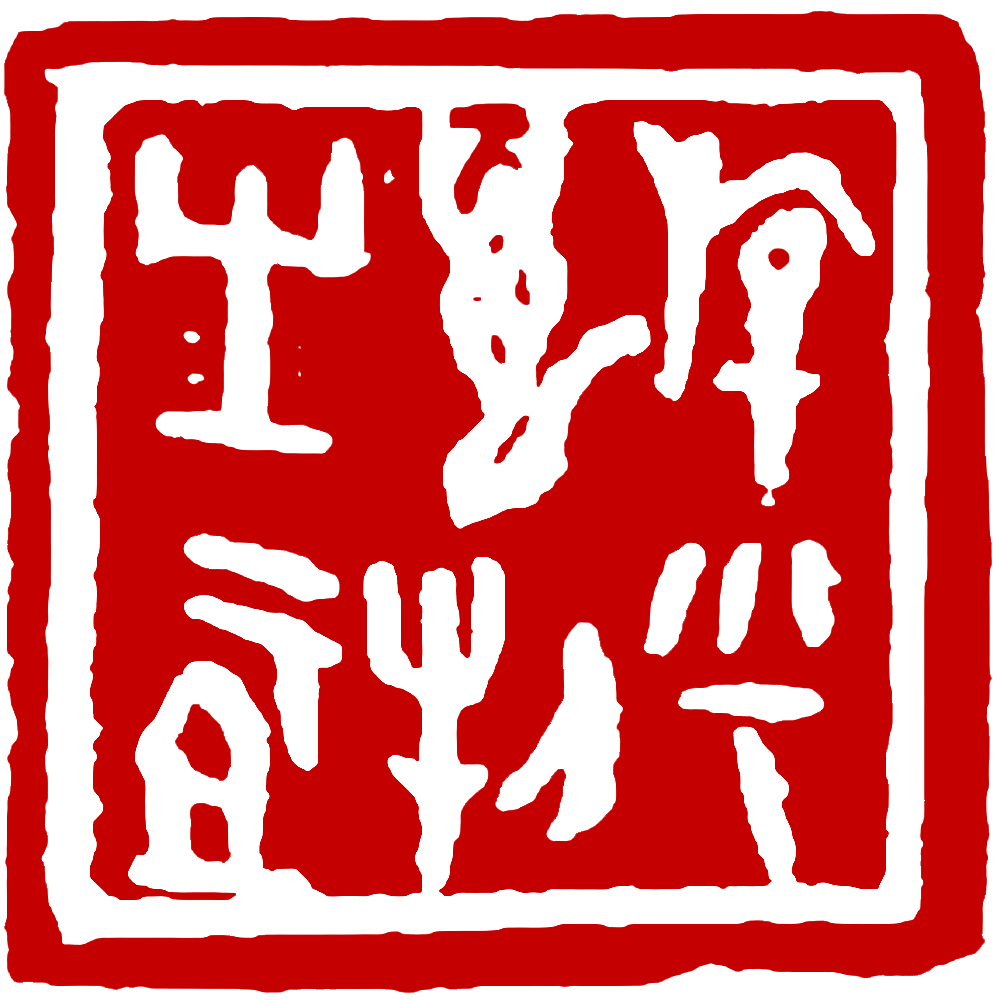
游乎萬物始祖
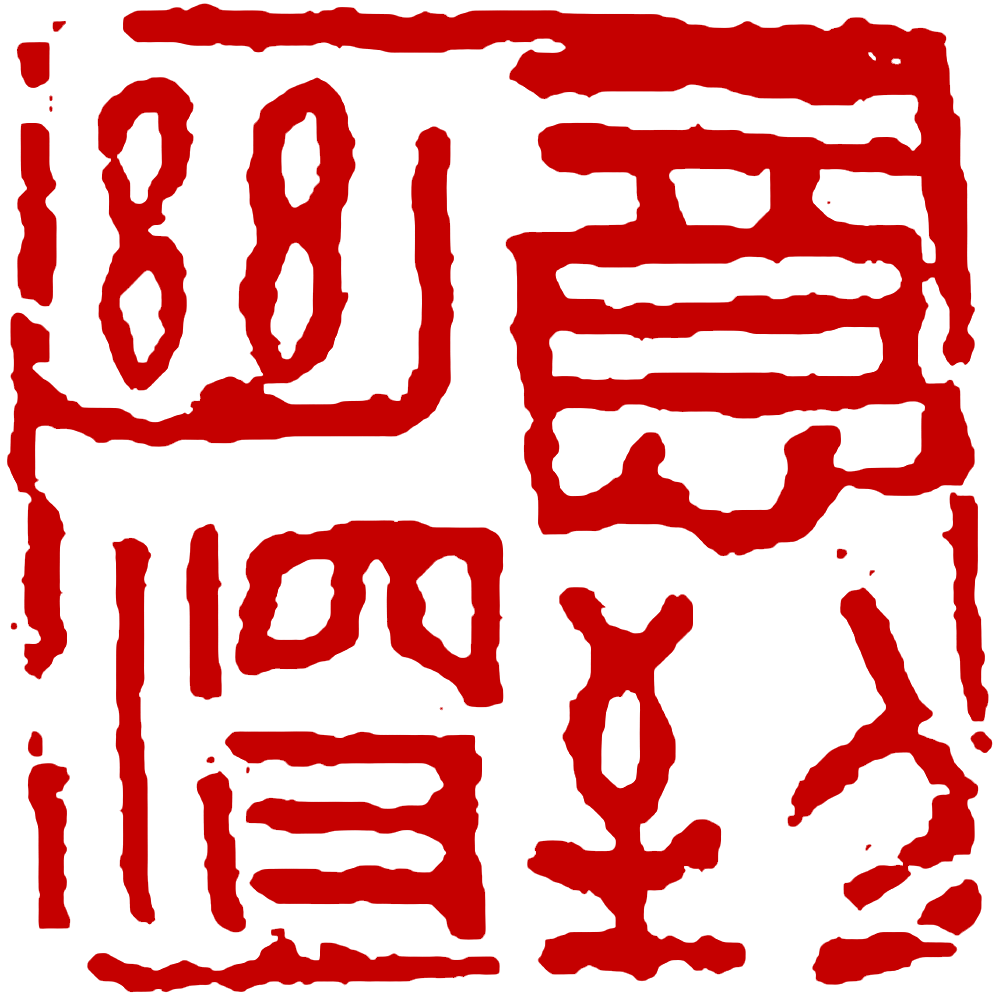
意到幽深
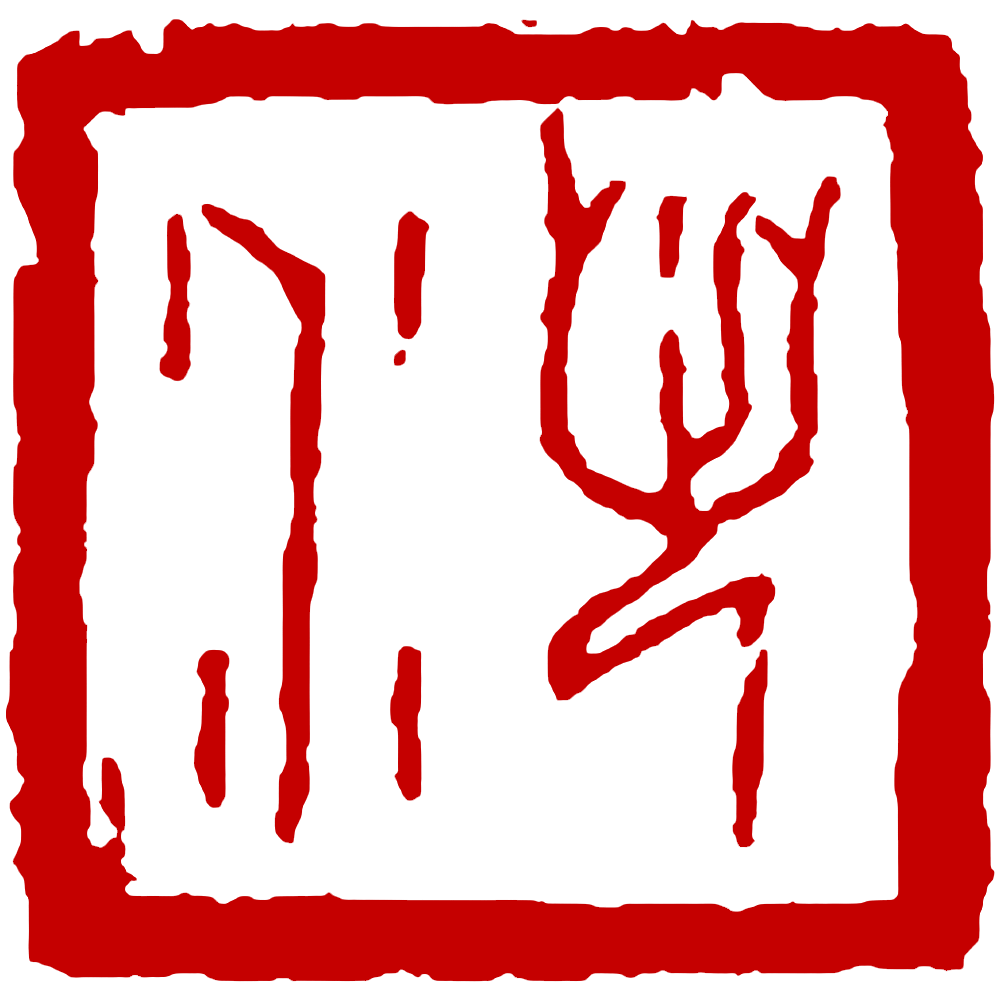
若水
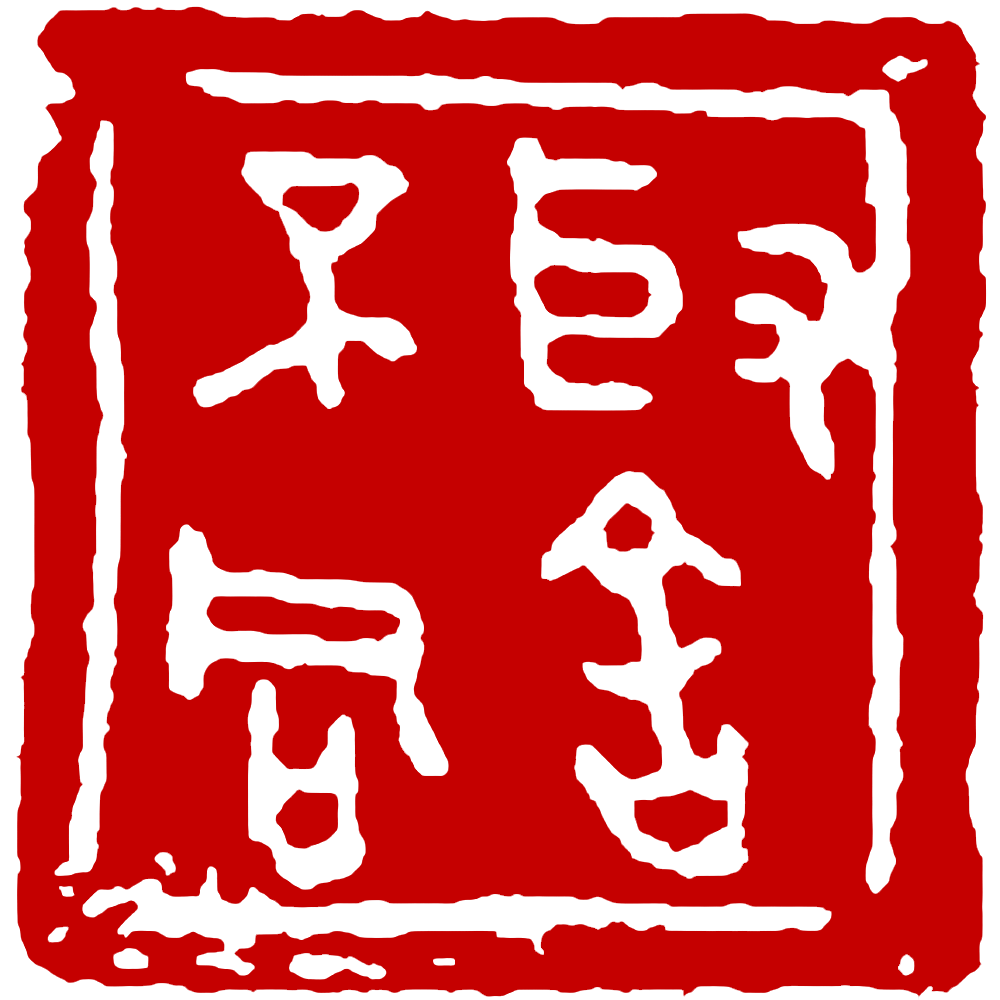
取捨不同
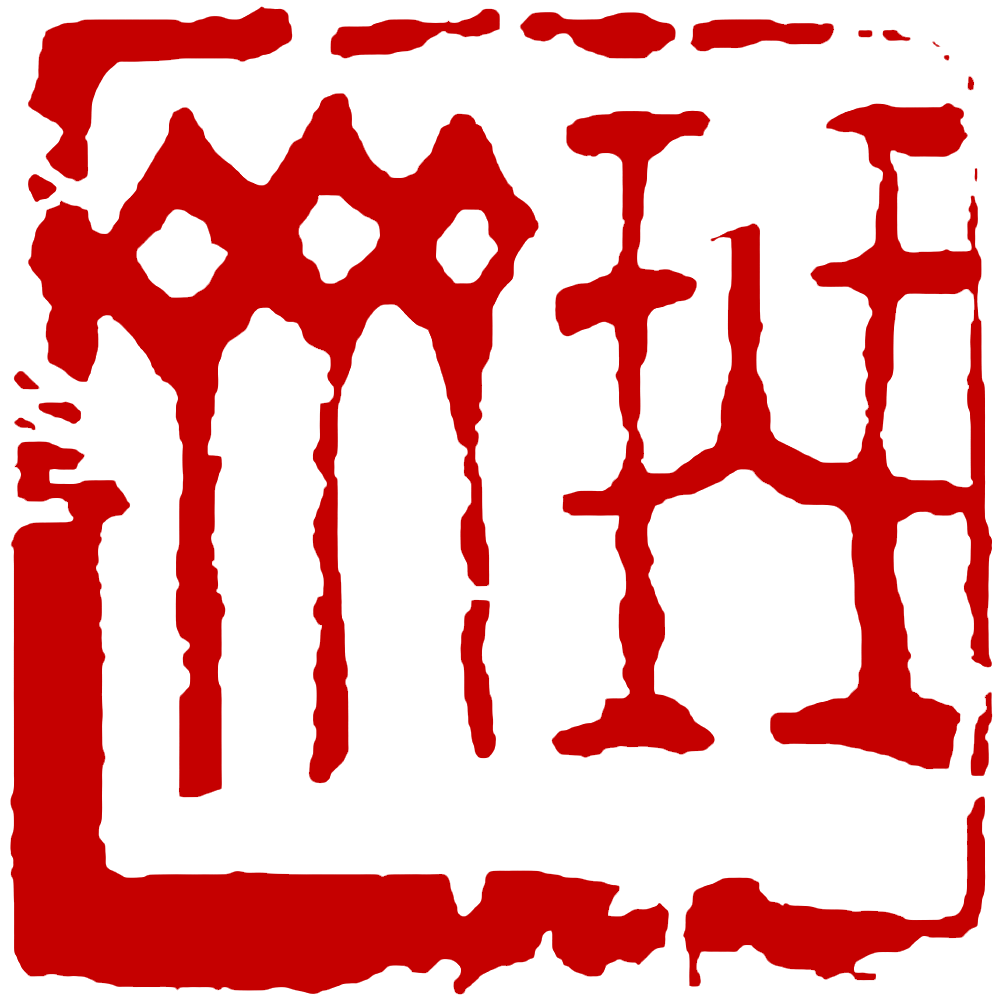
琴齋
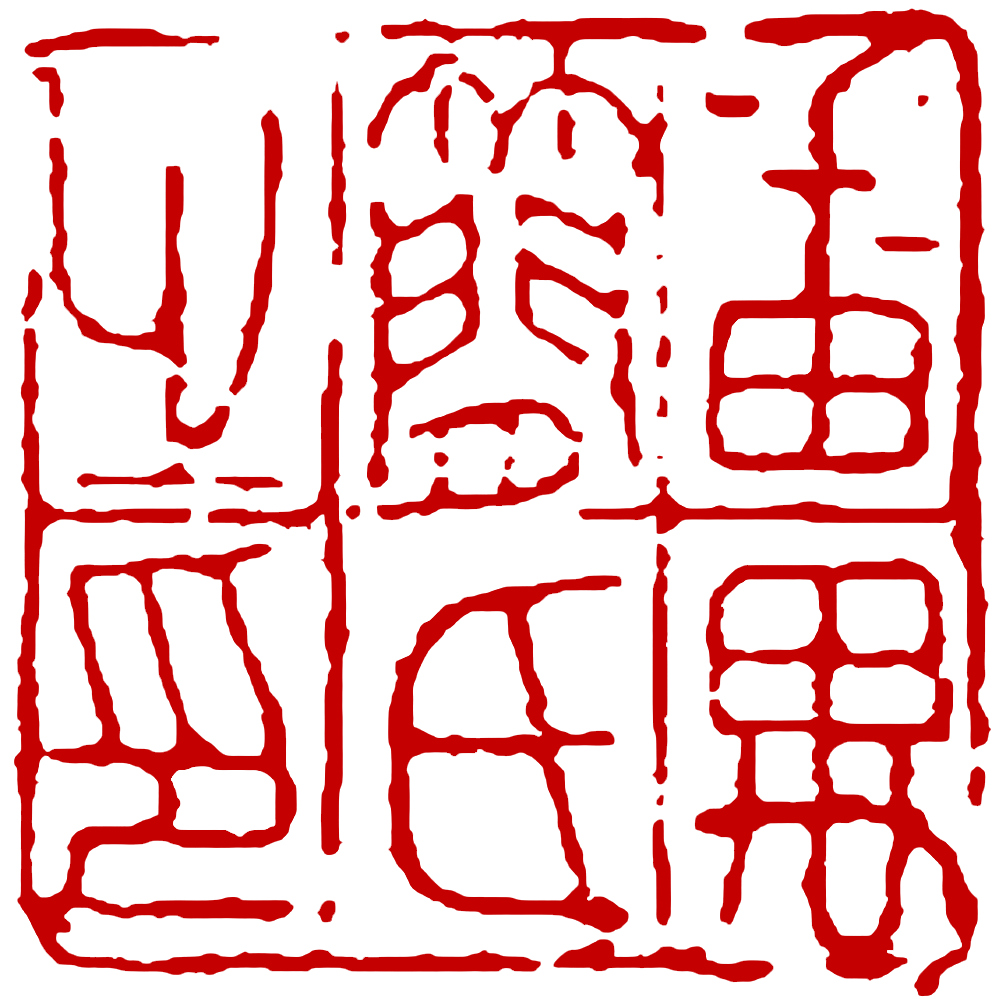
番禺簡氏之印
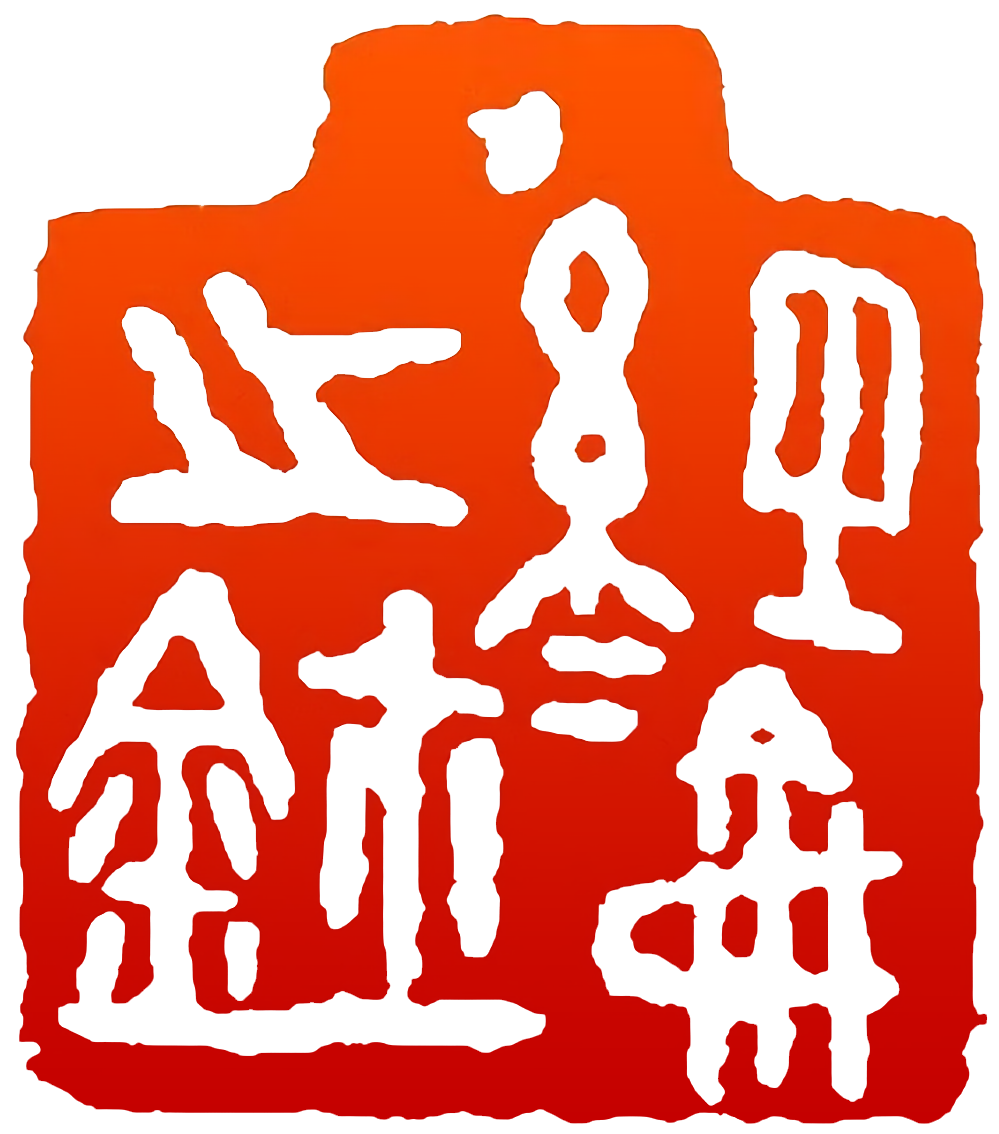
經綸之鉨(璽)
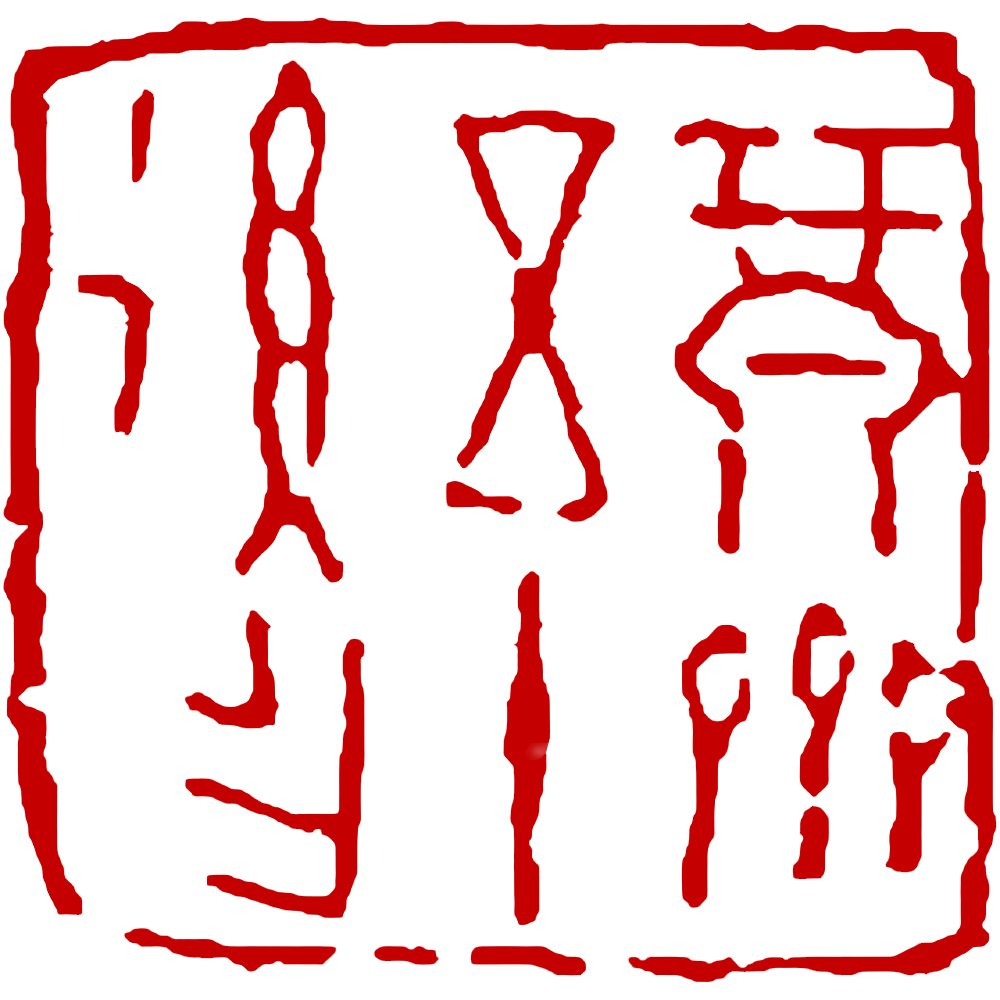
琴齋五十後作
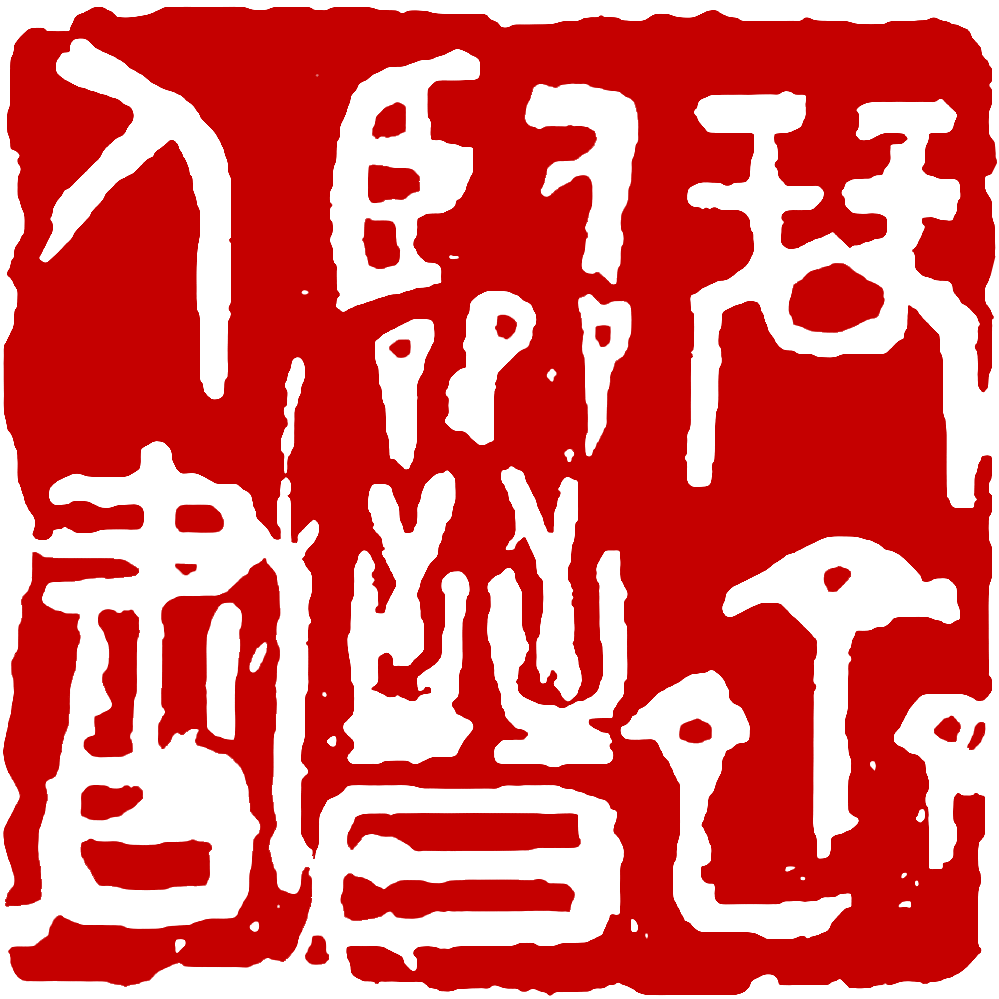
琴齋臨晉人書
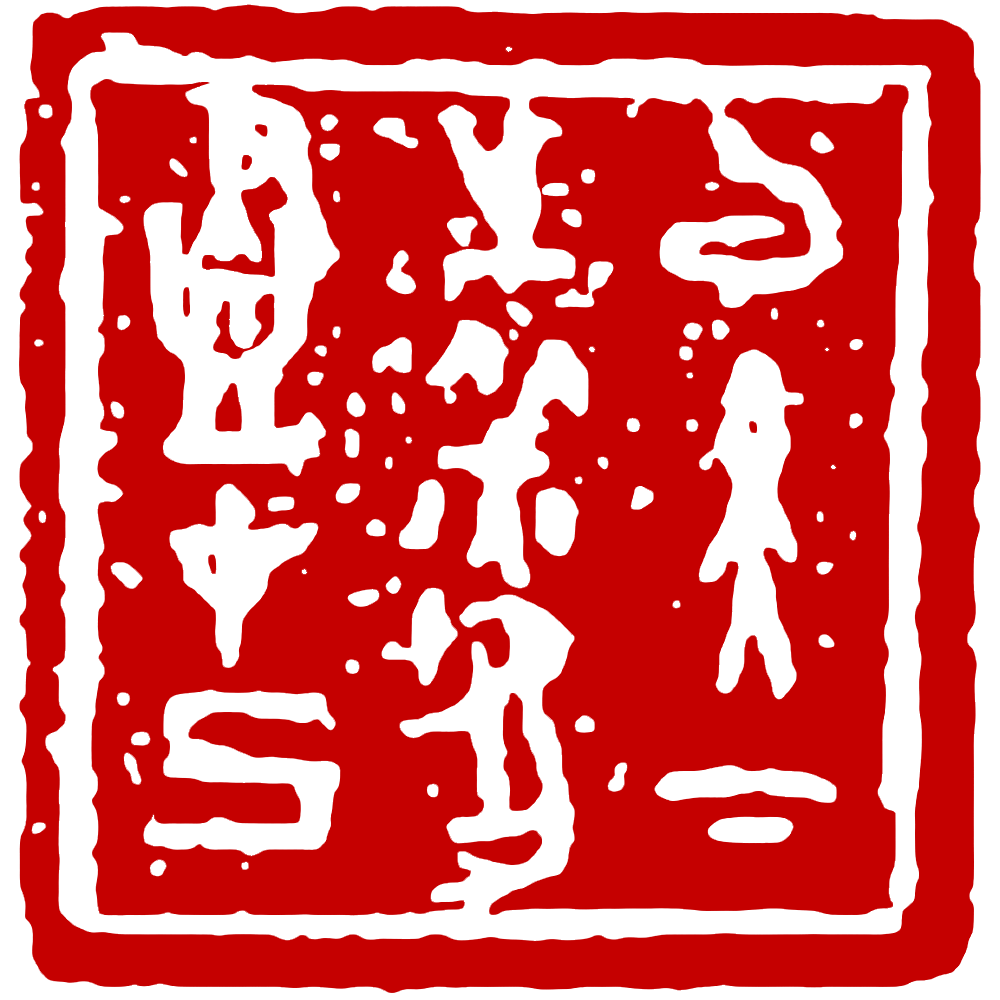
以天下之美爲盡在己
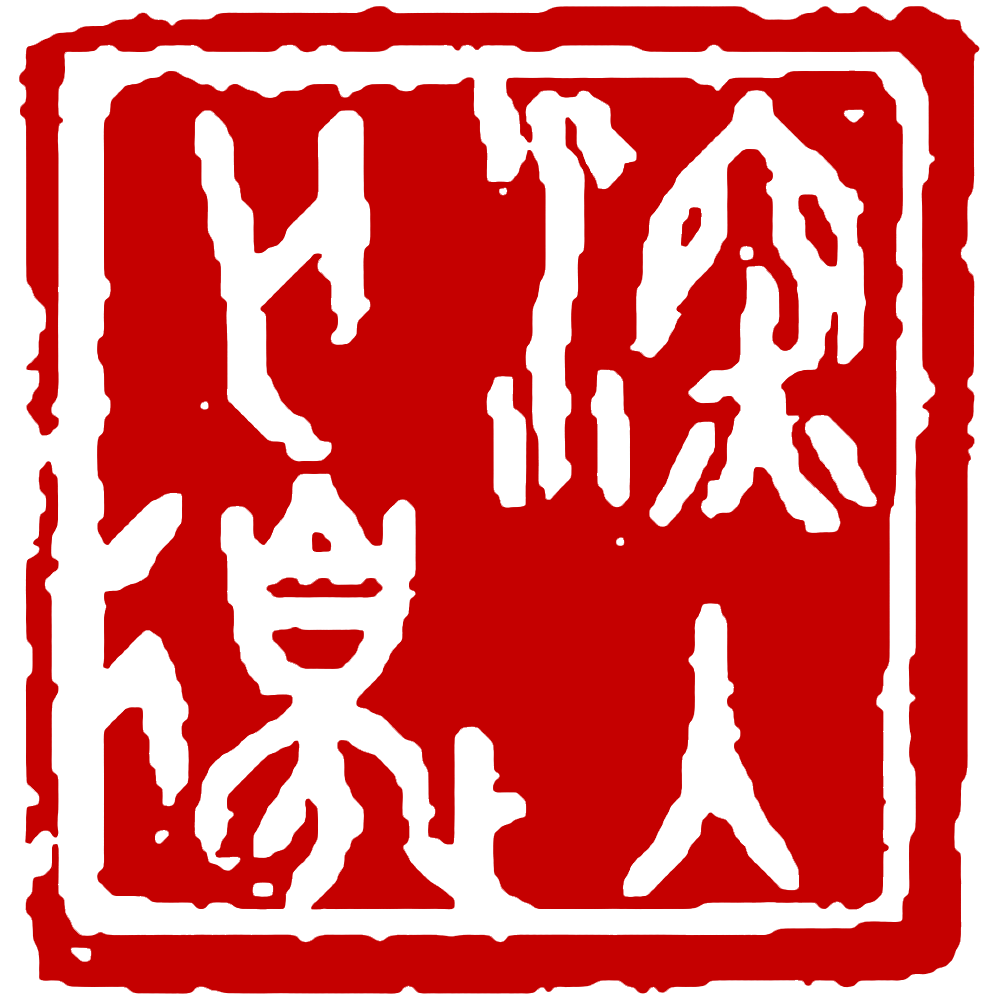
深入無邊
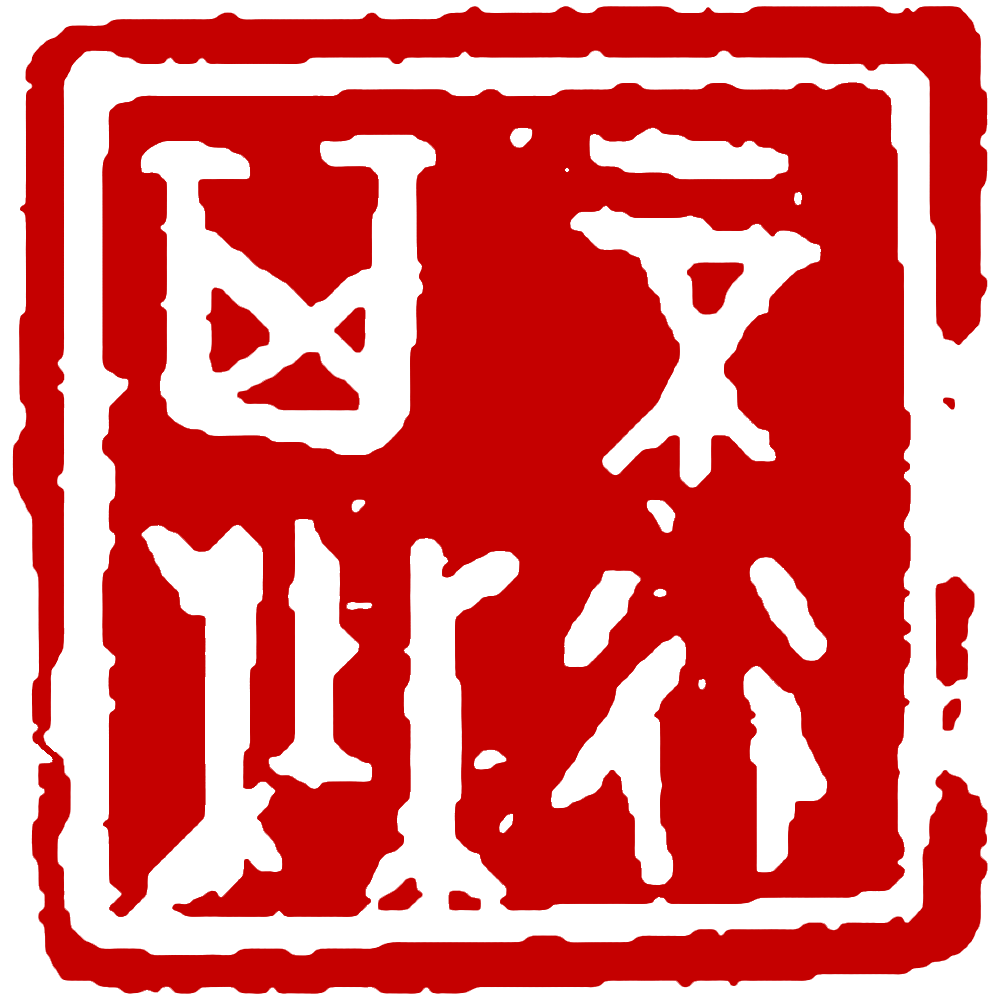
不行其野
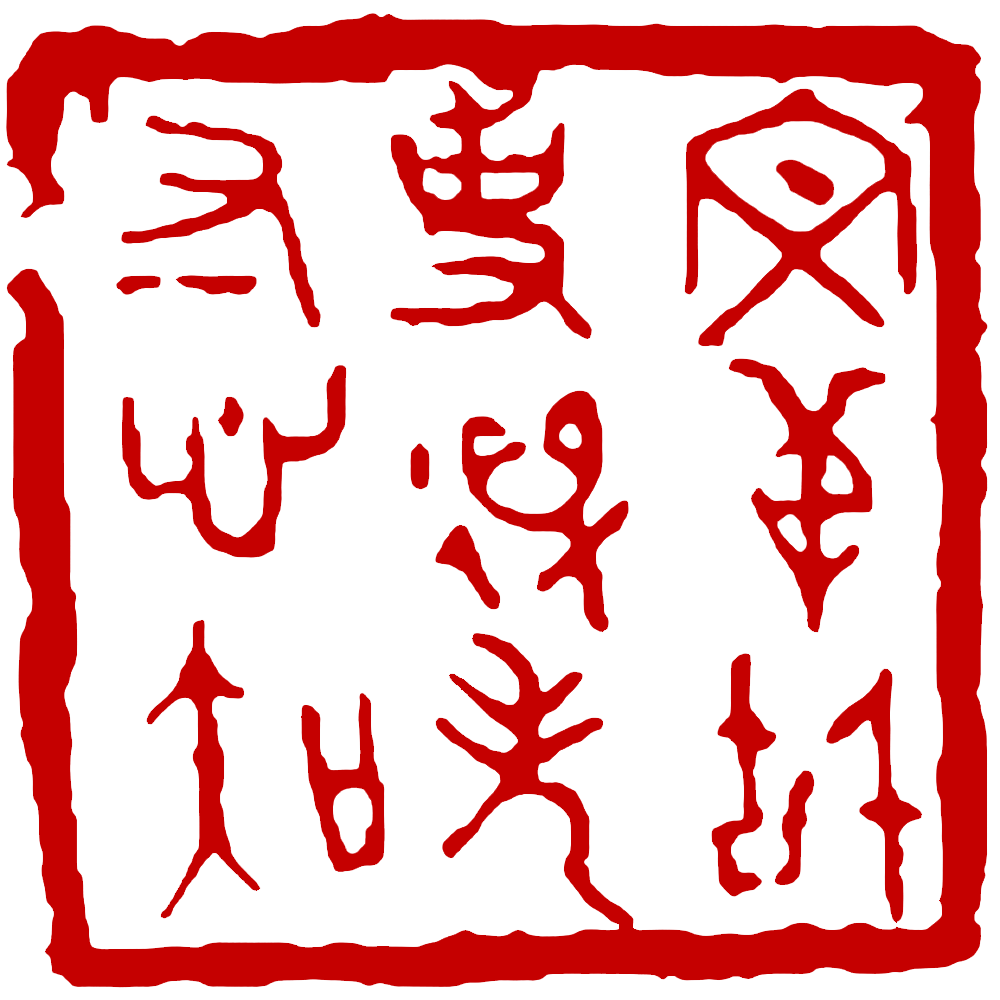
文章千古事得失寸心
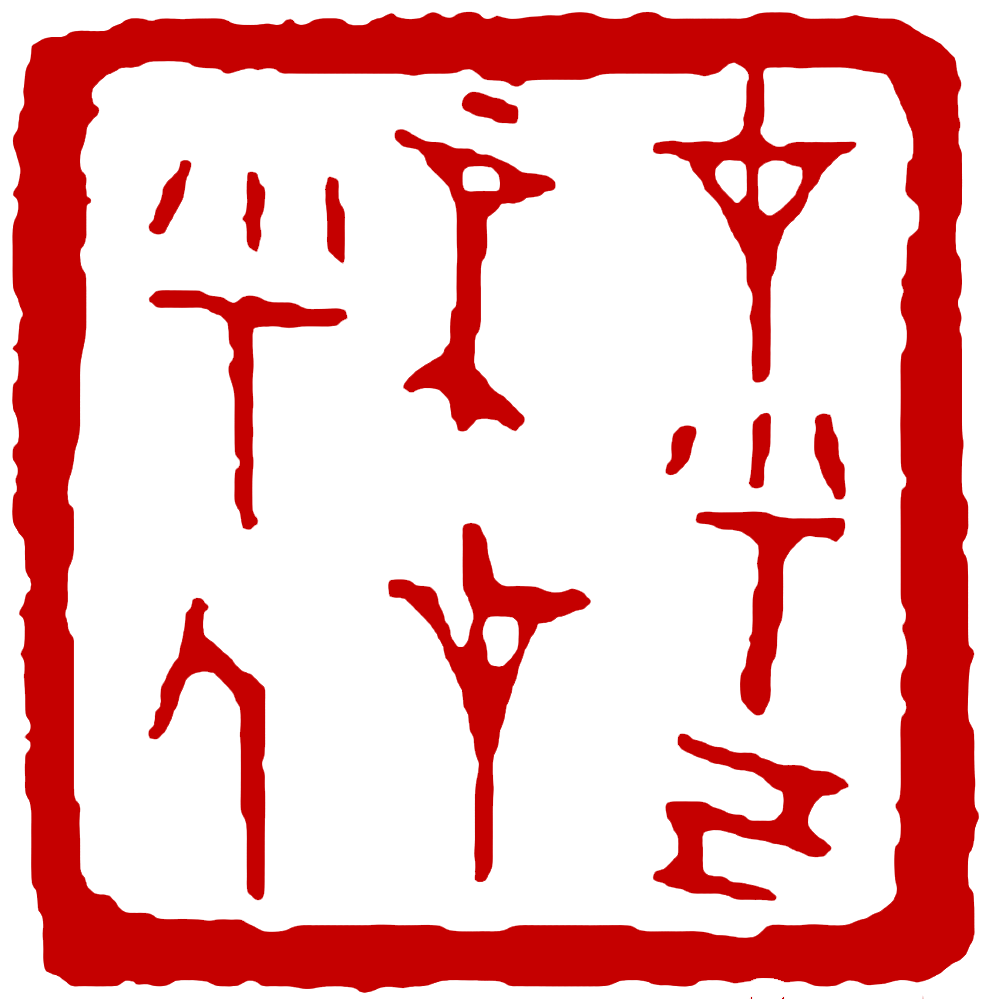
在乎己不在乎人
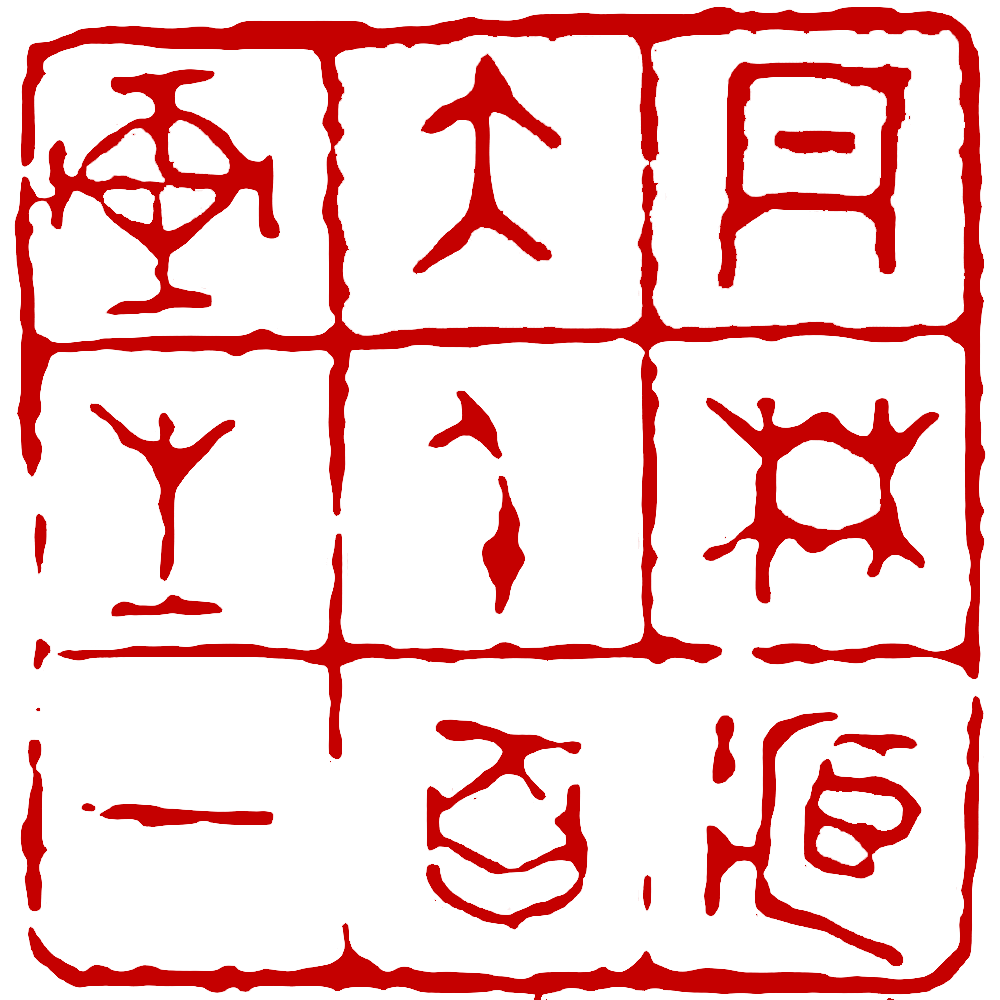
丹林藏大千百畫之一
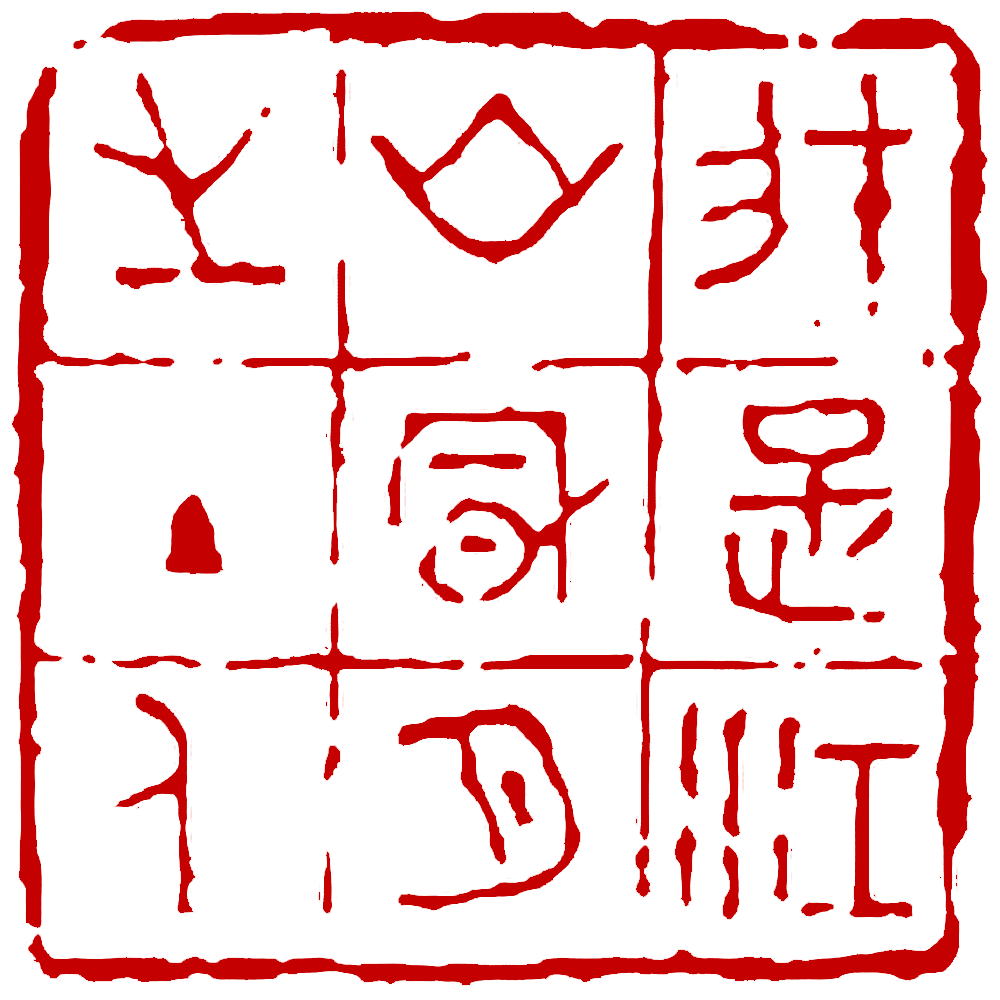
我是江山風月之主人
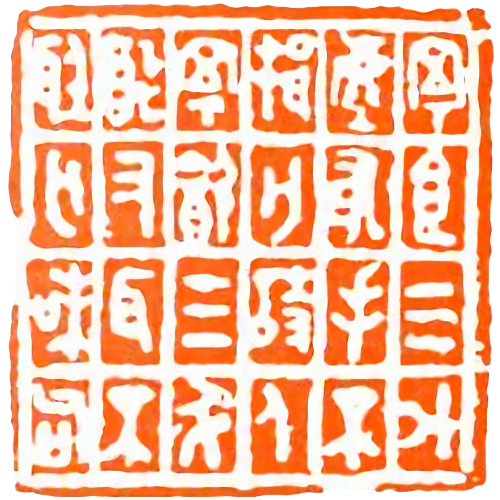
寧食三斗塵，有手不揖無詩人；寧飲三升酒，有耳不聽無味句
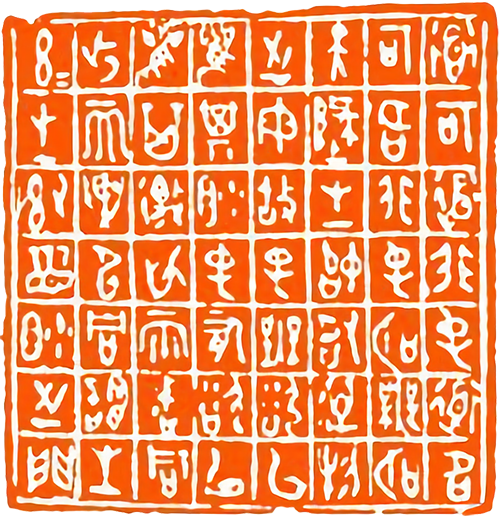
道可道，非常道。名可名，非常名。無名天地之始，有名萬物之母。故常無欲，以觀其妙；常有欲，以觀其徼。此兩者同出而異名，同謂之玄，玄之又玄，眾妙之門

1. ↑  洪氏訃聞. 華僑日報. 1958-12-22. 第二張第二頁.